# Río Chagres
Le Río Chagres est un  fleuve du centre du Panama qui se jette dans la mer des Caraïbes. 

## Géographie
La partie centrale est barrée par le barrage Gatún et forme le lac Gatún, un lac artificiel qui constitue une grande partie du canal de Panama. Il s'écoule vers le nord-ouest.

## Historique
En 1671, partis de Castillo de San Lorenzo, sur la côte Caraïbe, les pirates commandés par Henry Morgan remontent le Río Chagres pour attaquer la ville de Panama.